# Distretto di Krasang
Il distretto di Krasang (in thailandese: กระสัง) è un distretto (amphoe) della Thailandia, situato nella provincia di Buriram.